# Orient Express, czyli śmierć, oszustwo i przeznaczenie
Orient Express, czyli śmierć, oszustwo i przeznaczenie (ang. Death, Deceit and Destiny Aboard the Orient Express) – kanadyjsko-bułgarski film sensacyjny z 2001 roku w reżyserii Marka Ropera.

## Opis fabuły
Uruchomiony zostaje legendarny Orient Express. Biznesmeni i gwiazdy wyruszają w podróż z Paryża do Stambułu. Na pociąg napadają terroryści. Aktor Jack Chase (Richard Grieco) i tancerka Nadia (Joanna Bukovska) muszą powstrzymać bandytów.

## Obsada
- Richard Grieco jako Jack Chase
- Joanna Bukovska jako Nadia
- Christoph Waltz jako Ossama / Tarik
- Romina Mondello jako Klara
- Jennifer Nitsch jako Rita Evans
- Götz Otto jako Boris

i inni.